# Azurita

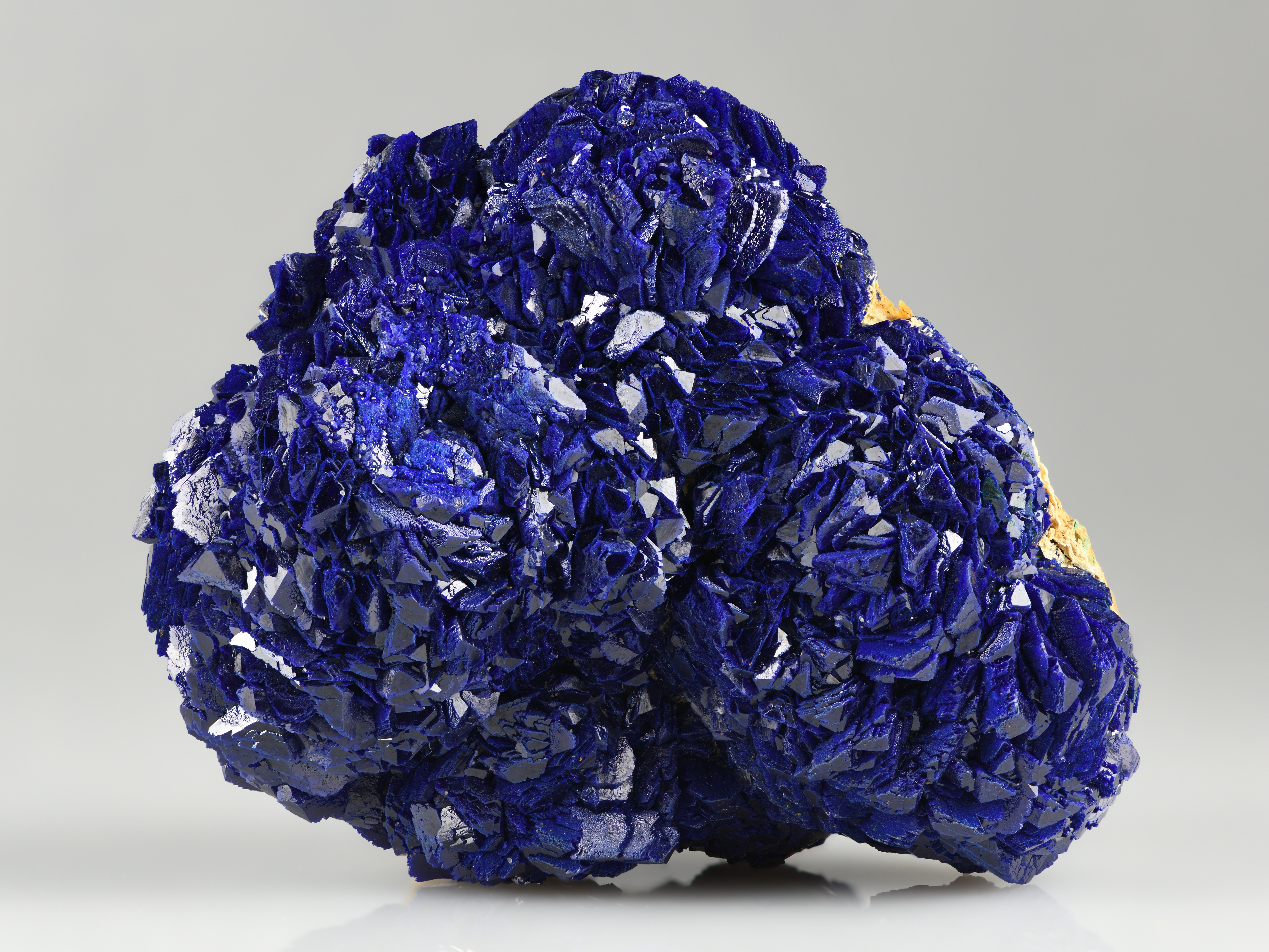
Azurita

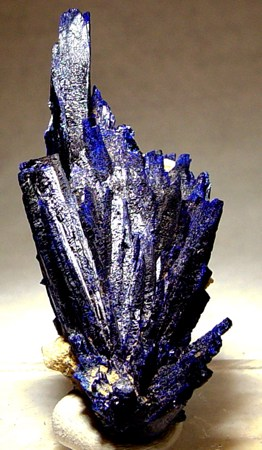
Azurita

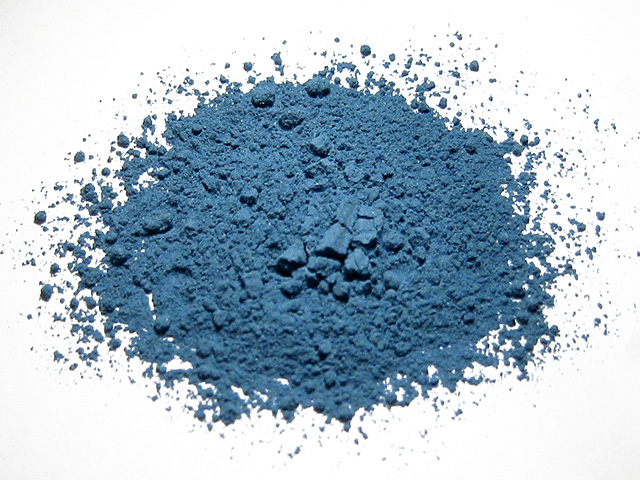
Azurita como um pigmento

A azurita (português brasileiro) ou azurite (português europeu) é um mineral do grupo dos carbonatos com composição química Cu3(CO3)2(OH)2 (carbonato de cobre hidróxido). Cristaliza no sistema monoclínico, apresentando hábito prismático, sendo no entanto mais comum as ocorrências maciças, nodulares e estalactíticas. Possui uma dureza que varia entre 3.5 e 4 na Escala de Mohs e peso específico variando entre 3.77 e 3.89.
A azurita é encontrada frequentemente em associação com a malaquita, crisocola, brochantita, antlerita, cuprita, cerussita, smithsonita, calcita e dolomita, como resultado da alteração e oxidação de minerais de cobre. Pode ser encontrada em porções oxidadas dos filões de cobre. pode ocorrer também nos veios de cobre; que penetram em calcários.
O nome azurita tem origem na palavra árabe para azul. Desde há muito tempo usada como pigmento mineral azul em pinturas. Usada também em joias; os melhores espécimes são apreciados por colecionadores de minerais. Atualmente seu uso principal é na produção de cobre.
Pode ser identificada pela efervescência com Ácido clorídrico e sua cor.
Esse mineral pode ser encontrado na Austrália (Queesland), Chile, Estados Unidos (Arizona), Novo México, Romênia, Peru, Canadá, México, Namíbia, Rússia e China. No Brasil ele é encontrado nos estados da Bahia, Minas Gerais, Paraíba, Rio Grande do Norte, Pará, Rio Grande do Sul, São Paulo, Paraná e Santa Catarina.
Aspecto Histórico
O início do seu uso ocorreu por volta da IV Dinastia, o seu uso era bastante popular entre as mulheres como maquiagem para pálpebras. Na Europa, o pigmento azul obtido foi considerado bastante importante durante a Idade Média e o Renascimento, devido seu grande uso em pinturas entre os séculos XV e XVI. Essa pigmentação era obtida a partir da trituração e lavagem do mineral.
Azurita e as crenças
No Antigo Egito acreditava-se que a Azurita era um mineral sagrado e por isso era guardada com exclusividade para ser usada por sacerdotisas e sacerdotes. Outros acreditavam que ela era um mineral da cidade perdida de Atlântida. Na China existia a teoria que ela abria caminhos celestiais, já os nativos americanos a usavam para se comunicar com os seus guias espirituais.
| Propriedades do mineral       | Propriedades do mineral                                                                |
| ----------------------------- | -------------------------------------------------------------------------------------- |
| Cor                           | Azul profundo, Berlim-blue, azul muito escuro a pálido                                 |
| Propriedades Cristalográficas |                                                                                        |
| Sistema Cristalino            | Monoclínica prismática                                                                 |
| Hábito Cristalino             | prismática tabular, estalagtítico, maciça, equidimensional, terroso, acicular, crostas |
| Grupo espacial                | P21/c ou P21/a, ao = 50,109A, bo = 5,8485A, co= 10.345A, β = 92,43°, Z =2              |
| Propriedades ópticas          |                                                                                        |
| Índice refrativo              | nα: 1,730 nβ: 1,758 nγ: 1,838                                                          |
| Birrefrigência                | 0,108                                                                                  |
| Propriedades físicas          |                                                                                        |
| Densidade                     | 3,7-3,9                                                                                |
| Clivagem                      | {011} perfeita, mas interrompida.{100} boa, {110} má                                   |
| Fratura                       | Muito frágil, produzindo fragmentos conchoidais                                        |
| Brilho                        | Vítreo, subadamantino a fosco                                                          |
| Tenacidade                    | Quebradiça                                                                             |
| Partição                      | não                                                                                    |